# Linea Shintetsu Arima
La  linea Shintetsu Arima (神戸電鉄有馬線?, Kōbe Dentetsu Arima-sen) è una ferroviaria urbana delle Ferrovie Shintetsu a scartamento ridotto di 1067 mm che collega la parte bassa con quella collinare della città di Kōbe, nella prefettura di Hyōgo in Giappone. Il capolinea nord, Arima Onsen, serve una serie di famosi impianti termali.

## Servizi
Ufficialmente la prima stazione della ferrovia è quella di Minatogawa, ma tutti i treni partono prima di essa sfruttando i binari della Kōbe Kōsoku fino alla stazione di Shinkaichi.
Alcuni treni provengono dalla linea Shintetsu Sanda e altri, in direzione Minatogawa escono alla stazione di Suzurandai per immettersi sulla linea Shintetsu Ao.

### Servizi rapidi
Le abbreviazioni qui contenute sono al solo scopo di facilitare la lettura della tabella.
Locale (普通?, Futsū) (L)
Sono attive le relazioni Sanda - Shinkaichi e Aō - Shinkaichi tutto il giorno. I treni fermano in tutte le stazioni.
Semiespresso (準急?, Junkyū) (SE)
Treno attivo tutto il giorno con frequenza bioraria, non ferma alle stazioni di Maruyama, Hiyodorigoe, Kikusuiyama e Shin-Arima (queste ultime due sono al momento chiuse al servizio viaggiatori).
Espresso (準急?, Kyūkō) (Ex)
Treno attivo la mattina e la sera fra Shinkaichi e Sanda, e a frequenza orario fra Shinkaichi, Shijimi e Aō; sulla linea salta alcune stazioni minori.
Espresso Rapido (快速?, Kaisoku) (ER)
Treno attivo la mattina e la sera dei giorni lavorativi, collega Aō con Shinkaichi fermando solo a quest'ultima, Minatogawa e Suzurandai sulla linea Arima.
Espresso Rapido Speciale (特快速?, Tokkaisoku) (ES)
Treno attivo la mattina da Sanda a Shinkaichi con 2 coppie (1 nei fine settimana); ferma in tutte le stazioni fra Sanda e Okaba, quindi diventa diretto fino alla stazione di Tanigami dove è possibile trasferirsi alla ferrovia Espressa Hokushin e quindi effettua le stesse fermate dell'Espresso.

## Stazioni
- Tutte le stazioni si trovano all'interno del territorio comunale di Kōbe, nella prefettura di Hyōgo.
- ●：Ferma:｜↑：passa: ↑ indica la direzione
- L'Espresso Rapido Speciale è esercitato solo la mattina in direzione Minatogawa/Shinkaichi
- Binari: ∥：doppio binario: ◇・｜：binario singolo (in presenza di "◇" i treni possono incrociarsi); ∨：da qui binario unico

| Nome stazione                                    | Giapponese                                       | Distanza                                         | Da Minatogawa                                    | L | SE | Ex | ER | ES | Collegamenti | Binari | Posizione |
| Tutti i treni continuano sulla linea Kōbe Kōsoku | Tutti i treni continuano sulla linea Kōbe Kōsoku | Tutti i treni continuano sulla linea Kōbe Kōsoku | Tutti i treni continuano sulla linea Kōbe Kōsoku | Tutti i treni continuano sulla linea Kōbe Kōsoku                                                                                      | Tutti i treni continuano sulla linea Kōbe Kōsoku                                                                                      | Tutti i treni continuano sulla linea Kōbe Kōsoku                                                                                      | Tutti i treni continuano sulla linea Kōbe Kōsoku                                                                                      | Tutti i treni continuano sulla linea Kōbe Kōsoku                                                                                      | Tutti i treni continuano sulla linea Kōbe Kōsoku                                                                                      | Tutti i treni continuano sulla linea Kōbe Kōsoku                                                                                      | Tutti i treni continuano sulla linea Kōbe Kōsoku                                                                                      |
| ------------------------------------------------ | ------------------------------------------------ | ------------------------------------------------ | ------------------------------------------------ | --- | --- | --- | --- | --- | --- | --- | --- |
| Shinkaichi                                       | 新開地                                           | 0.4                                              | 0.4                                              | ● | ● | ● | ● | ● | Linea Hankyū Kōbe Kōsoku Linea Hanshin Kōbe Kōsoku                                                                                    | ∥ | Hyōgo-ku |
| Linea Arima                                      |                                                  |                                                  |                                                  | | | | | | | | |
| Minatogawa                                       | 湊川                                             | -                                                | 0.0                                              | ● | ● | ● | ● | ● | Linea Seishin-Yamate (Minatogawa Kōen)                                                                                                | ∥ | Hyōgo-ku |
| Nagata                                           | 長田                                             | 1.9                                              | 1.9                                              | ● | ● | ｜ | ｜ | ↑ | | ∥ | Nagata-ku |
| Maruyama                                         | 丸山                                             | 0.7                                              | 2.6                                              | ● | ｜ | ｜ | ｜ | ↑ | | ∥ | Nagata-ku |
| Hiyodorigoe                                      | 鵯越                                             | 1.0                                              | 3.6                                              | ● | ｜ | ｜ | ｜ | ↑ | | ∥ | Hyōgo-ku |
| Kikusuiyama*                                     | 菊水山                                           | 1.0                                              | 4.6                                              | ｜ | ｜ | ｜ | ｜ | ↑ | | ∥ | Kita-ku |
| Suzurandai                                       | 鈴蘭台                                           | 2.9                                              | 7.5                                              | ● | ● | ● | ● | ● | Linea Shintetsu Ao (alcuni servizi diretti)                                                                                           | ∥ | Kita-ku |
| Kita-Suzurandai                                  | 北鈴蘭台                                         | 1.9                                              | 9.4                                              | ● | ● | ● | | ● | | ∥ | Kita-ku |
| Yamanomachi                                      | 山の街                                           | 0.9                                              | 10.3                                             | ● | ● | ● | | ● | | ∥ | Kita-ku |
| Minotani                                         | 箕谷                                             | 1.7                                              | 12.0                                             | ● | ● | ｜ | | ↑ | | ∥ | Kita-ku |
| Tanigami                                         | 谷上                                             | 1.7                                              | 13.7                                             | ● | ● | ● | | ● | Ferrovia Espressa Hokushin | ∥ | Kita-ku |
| Hanayama                                         | 花山                                             | 1.7                                              | 15.4                                             | ● | ● | ｜ | | ↑ | | ∥ | Kita-ku |
| Ōike                                             | 大池                                             | 1.7                                              | 17.1                                             | ● | ● | ● | | ↑ | | ∥ | Kita-ku |
| Shintetsu Rokkō                                  | 神鉄六甲                                         | 1.0                                              | 18.1                                             | ● | ● | ｜ | | ↑ | | ∥ | Kita-ku |
| Karatodai                                        | 唐櫃台                                           | 0.8                                              | 18.9                                             | ● | ● | ● | | ↑ | | ∥ | Kita-ku |
| Arimaguchi                                       | 有馬口                                           | 1.1                                              | 20.0                                             | ● | ● | ● | | ↑ | Linea Shintetsu Sanda (alcuni servizi diretti)                                                                                        | ∨ | Kita-ku |
| Shin-Arima*                                      | 新有馬                                           | 1.8                                              | 21.8                                             | ｜ | ｜ | | | | | ｜ | Kita-ku |
| Arima Onsen                                      | 有馬温泉                                         | 0.7                                              | 22.5                                             | ● | ● | | | | | ◇ | Kita-ku |
| Area di servizio diretto                         | Area di servizio diretto                         | Area di servizio diretto                         | Area di servizio diretto                         | Da Suzurandai L, SE, EX（※1）・RS（※1） via linea Ao per Ao Da Arimaguchi L, SE, EX, RE（※1）・ES（※1・※2） via linea Sanda per Sanda | Da Suzurandai L, SE, EX（※1）・RS（※1） via linea Ao per Ao Da Arimaguchi L, SE, EX, RE（※1）・ES（※1・※2） via linea Sanda per Sanda | Da Suzurandai L, SE, EX（※1）・RS（※1） via linea Ao per Ao Da Arimaguchi L, SE, EX, RE（※1）・ES（※1・※2） via linea Sanda per Sanda | Da Suzurandai L, SE, EX（※1）・RS（※1） via linea Ao per Ao Da Arimaguchi L, SE, EX, RE（※1）・ES（※1・※2） via linea Sanda per Sanda | Da Suzurandai L, SE, EX（※1）・RS（※1） via linea Ao per Ao Da Arimaguchi L, SE, EX, RE（※1）・ES（※1・※2） via linea Sanda per Sanda | Da Suzurandai L, SE, EX（※1）・RS（※1） via linea Ao per Ao Da Arimaguchi L, SE, EX, RE（※1）・ES（※1・※2） via linea Sanda per Sanda | Da Suzurandai L, SE, EX（※1）・RS（※1） via linea Ao per Ao Da Arimaguchi L, SE, EX, RE（※1）・ES（※1・※2） via linea Sanda per Sanda | Da Suzurandai L, SE, EX（※1）・RS（※1） via linea Ao per Ao Da Arimaguchi L, SE, EX, RE（※1）・ES（※1・※2） via linea Sanda per Sanda |
| Note                                             | Note                                             | Note                                             | Note                                             | ※1 Tutti i treni sono diretti ※2 solo verso Minatogawa e Shinkaichi * Stazioni non aperte al servizio viaggiatori al 2013             | ※1 Tutti i treni sono diretti ※2 solo verso Minatogawa e Shinkaichi * Stazioni non aperte al servizio viaggiatori al 2013             | ※1 Tutti i treni sono diretti ※2 solo verso Minatogawa e Shinkaichi * Stazioni non aperte al servizio viaggiatori al 2013             | ※1 Tutti i treni sono diretti ※2 solo verso Minatogawa e Shinkaichi * Stazioni non aperte al servizio viaggiatori al 2013             | ※1 Tutti i treni sono diretti ※2 solo verso Minatogawa e Shinkaichi * Stazioni non aperte al servizio viaggiatori al 2013             | ※1 Tutti i treni sono diretti ※2 solo verso Minatogawa e Shinkaichi * Stazioni non aperte al servizio viaggiatori al 2013             | ※1 Tutti i treni sono diretti ※2 solo verso Minatogawa e Shinkaichi * Stazioni non aperte al servizio viaggiatori al 2013             | ※1 Tutti i treni sono diretti ※2 solo verso Minatogawa e Shinkaichi * Stazioni non aperte al servizio viaggiatori al 2013             |